# Udar napięciowy
Udar napięciowy - krótki, nieregularny, destrukcyjny impuls napięcia o wartości setek do tysięcy kV, pojawiający się w sieci elektroenergetycznej w postaci fali wędrownej rozchodzącej się w obu kierunkach i powstały w wyniku wyładowania elektrycznego w linię elektryczną. 
Typowy udar przedstawia impuls, w którym "czoło udaru" odpowiada bardzo szybkiemu wzrostowi napięcia do wartości szczytowej, następnie "grzbiet" odpowiada części wolno malejącej impulsu napięciowego. Parametrami charakteryzującymi udar jest wartość szczytowa napięcia, czas trwania czoła oraz czas do półszczytu.
Udar jest zjawiskiem niepożądanym, powstającym wskutek wyładowań elektrycznych wielkiej mocy. Udary przekraczają znacznie wartość znamionową napięć dopuszczalnych dla większości maszyn podłączonych do sieci elektrycznych, a co za tym idzie ich zniszczenie. Dlatego też wytrzymałość udarowa instalacji elektrycznych ma wielkie znaczenie w projektowaniu urządzeń i ich ochrony przed zniszczeniem, czy zapewnieniu im stabilnej pracy podczas burzy.
Nad projektami zabezpieczonych instalacji pracują laboratoria wytrzymałości udarowej. Według międzynarodowych ustaleń przyjęto znormalizowany udar odpowiadający statystycznie najczęściej występującym w rzeczywistości udarom pochodzącym od wyładowań atmosferycznych, którego czas trwania czoła T1 = 1,2 μs ± 30%, a umowny czas do półszczytu T2 = 50 μs ± 20%.